# Keppel Bank
Keppel Bank (chino: 吉宝达利银行; pinyin: Jíbǎo Dálì Yínháng) fue una organización de servicios financieros basada en Singapur formado a través de una fusión de Keppel Bank y Tat Lee Amontona el 26 de diciembre de 1998. Está adquirido por Oversea-Empresa Bancaria China (OCBC) en agosto de 2001 y estuvo integrado a OCBC Banco en 2002.

## Historia
El banco estuvo formado el 26 de diciembre de 1998 cuando el banco adquirió a la Institución financiera de Singapur, Tat Lee Bank. El banco estuvo formado en 1990, cuándo Keppel la empresa adquirió Asia Bank Commercial.
El banco formó una alianza estratégica con la Alianza Bancaria Irlandesa en 1999, el cual dejó AIB para tomar arriba de una 24.9% participación en el banco. En 2001, el banco estuvo privatizado y devenía una filial de Keppel Holdings Capitals Ltd (KCH), cuando parte de un reestructurar de KCH. Su compañía de padre fue adquirida por OCBC, operativamente y legalmente integrado con él en 2002.